# Île A Creba
L' Île A Creba, (en espagnol Isla de A Creba Altura  et en galicien Illa da Creba), est une île côtière de la ville galicienne de Muros, en Espagne.

## Description
D'une superficie de 7,5 ha, elle se trouve dans l'estuaire de Muros et Noya près de la paroisse d'Esteiro de la municipalité de Muros. C'est une propriété privée depuis 1922 contenant une grande maison, construite sur les ruines de l'ancienne chapelle de Notre-Dame de la Creba. Elle dispose de deux jetées qui forment un petit quai.
Depuis le Moyen Âge, il existait un ermitage dédié à Santa María et gardé par un ermite où se déroulait un pèlerinage très fréquenté, avec des personnes venant en barque des villes voisines ; aujourd'hui il a disparu.